# HD 91324
HD 91324，又名CP-53 3909，SAO 238146、HR 4134，是一颗恒星，视星等为4.89，位于銀經283.04，銀緯3.66，其B1900.0坐标为赤經10h 27m 28.6s，赤緯-53° 3.66′ 26″。